# Ушаково (Казахстан)
Ушако́во (каз. Ушаков) — село у складі Карасуського району Костанайської області Казахстану. Адміністративний центр Ушаковського сільського округу.
Населення — 182 особи (2021; 339 у 2009, 823 у 1999, 1138 у 1989).